# Vinko Hafner
Vinko Hafner (21. ledna 1920, Stražišče – květen 2015) byl slovinský partyzán a politik.

## Životopis
Ještě před druhou světovou válkou působil ve Svazu komunistické mládeže Jugoslávie (SKOJ) a od roku 1940 byl členem Komunistické strany. Již v prvních dnech okupace Jugoslávie se zapojil národněosvobozeneckého boje. Kvůli jeho účasti v národněosvobozeneckém boji zabili nacisté jeho matku, sestru i bratra. Od září 1942 byl tajemníkem okresního výboru Komunistické strany Jugoslávie v Kranji. Byl členem vedení Sdruženého svazu protifašistické mládeže Jugoslávie.
Po skončení druhé světové války byl mimo jiné místopředsedou republikového výkonného výboru, představitelem odborových svazů, v letech 1972 až 1978 byl tajemníkem Svazu komunistů Slovinska a v letech 1982 až 1986 byl předsedou Skupščiny Socialistické republiky Slovinsko. V letech 1984 až 1990 byl členem ústředního výboru Svazu komunistů Jugoslávie.
Mediální zájem vyvolal v roce 1988, když na plénu strany se zdviženým prstem varoval Slobodana Miloševiće před jeho politikou.
Od roku 1990 byl v politickém důchodě.